# Johannes Palmroos
Johannes Palmroos, född 27 november 1987 i Stockholm, är en svensk filmproducent och grundare av Seoul-Stockholm Korean Film Festival. Han har en bakgrund som programkoordinator på flera stora filmfestivaler bl.a. Stockholms Filmfestival, Jules Verne Adventure Film Festival i Paris och Franska Filmfestivalen i Stockholm.

## Biografi
Efter studier i filmvetenskap vid Stockholms Universitet och Cinema et Audiovisuel (CAV) vid Sorbonne Universitetet, Paris, 2005-2007, blev han den förste att på allvar introducera sydkoreansk film för en svensk publik då han grundade filmfestivalen Seoul-Stockholm Korean Film Festival, år 2007, vilken ägde rum under flera år på biografen Zita i Stockholm. Långt innan den sydkoreanska filmen blivit uppmärksammad på bred front globalt, med filmskapare som Park Chan-wook (Old Boy), Kim-Ki Duk (Järn 3:an), och Bong Joon-ho (Parasit), hade Palmroos etablerat sig som en ambassadör för koreansk film i Sverige. Med sina kontakter och språkkunskaper blev han 2009 anställd som programkoordinator på Stockholms Filmfestival där han fördjupade den asiatiska filmsektionen fram till dess han slutade sin tjänst 2014 för att starta sitt eget produktionsbolag, Palmroos Produktion.
Med en bakgrund inom musik har han gjort flera musikvideo produktioner framför allt tillsammans med Mount Liberation Unlimited. Han driver även podcasten "Electronic Talks" tillsammans med Nanofilm.

## Juryuppdrag internationella festivaler
Vid sidan av sitt arbete har Palmroos haft flera prestigefulla juryuppdrag bl.a. som jurymedlem i sektionen för kortfilm på La Semaine de la Critique (Kritikerveckan) på filmfestivalen i Cannes år 2013 där även svenska Ninja Thybergs kortfilm ”Pleasure” tävlade, samt AIFA (American Independent Film Awards) 2017. Mellan år 2012 och 2017 var han juryordförande på Kyiv International Short Film Festival (KISFF) samt jurymedlem vid Haapsalu Horror and Fantasy Film Festival och Vilnius International film Festival.

## Produktioner och samarbeten (i urval)
- 2013 "Tolv", manus och regi Johanna Paulsdotter Löfstedt, producent.[1]
- 2015 "Kobbar", manus och regi Zhou Yan i samarbete med Kumla fängelset, Svenska konsulatet i Shanghai, Mountain Fire Productions, Shanghai Trace Visions och Shanghai TXDH films, medproducent.[14]
- 2015-2021 "In Anticipation of The Unexpected", manus och regi Matthew Lessner [15][16], producent.
- 2021 "Oblivion's End", manus och regi Nikolaj Heinius[17][1] producent i samarbete med Dramatiska Institutet (DI).

## Produktionsstöd
- Svenska filminstitutet
- Film i Skåne
- Konstnärsnämnden
- Kulturbryggan